# Auric Goldfinger
Auric Goldfinger es un personaje ficticio y el antagonista principal de la película de James Bond Goldfinger, basada en la novela homónima de Ian Fleming. Su primer nombre, Auric, es un adjetivo calificativo de oro. Fleming escogió el nombre para conmemorar al arquitecto Ernő Goldfinger, quien había construido su casa en Hampstead, cerca de la de Fleming; es posible, aunque improbable, que a Fleming no le gustara el estilo de arquitectura de Goldfinger y la destrucción de terrazas victorianas y decidió nombrar a un memorable villano en su nombre. De acuerdo a un artículo de Forbes de 1965 y de The New York Times, el personaje de Goldfinger se basó en el magnate de la minería de oro Charles W. Engelhard, Jr.
En 2003, el American Film Institute declaró a Auric Goldfinger el 49° más grande villano en los últimos 100 años del cine. En una encuesta en IMDb, Auric Goldfinger fue elegido como el más siniestro villano de James Bond, superando en orden a Ernst Stavro Blofeld, Dr. No, Max Zorin y Emilio Largo.
Auric Goldfinger fue interpretado por el actor alemán Gert Fröbe. Fröbe, quien no hablaba bien inglés, fue doblado en la película por Michael Collins, un actor inglés. En la versión alemana, Fröbe se dobló a sí mismo otra vez.
Goldfinger fue prohibida en Israel después de que se revelara que Fröbe había sido miembro del partido Nazi antes de la Segunda Guerra Mundial. La prohibición, sin embargo, se levantó más tarde.

## Biografía en la novela
En la novela, Auric Goldfinger es un expatriado de 42 años de edad de Riga, Letonia, que emigró en 1937 a la edad de 20, mide 1,52 m de altura, tiene ojos azules y pelo rojo. Goldfinger es típicamente un nombre judío-alemán y los protagonistas de la novela saben esto, pero ni Bond ni Du Pont creen que Goldfinger es judío. En cambio, Bond cree que el hombre pelirrojo de ojos azules es báltico, siendo demostrado correcto cuando Goldfinger se revela como un expatriado letón.
Tras convertirse en un ciudadano del Reino Unido nacionalizado en Nasáu, Goldfinger se ha convertido en el hombre más rico de Inglaterra, aunque no es su riqueza en bancos ingleses, ni paga impuestos como se propaga como lingotes de oro en muchos países. Goldfinger es el tesorero de SMERSH, una agencia de contraespionaje soviética, que es la némesis de Bond. Goldfinger dice ser un experto tirador que nunca falla y siempre dispara a sus oponentes en el ojo derecho. Él le dice a Bond que lo ha hecho con cuatro jefes de la Mafia al final de la novela.
Goldfinger está obsesionado con el oro, llegando a tener fotografías eróticas doradas, y pinta a sus amantes de la cabeza a los pies en oro para así poder hacerle el amor al oro (deja un área cerca de la columna sin pintar, pero también esta área de la pintura es lo que mata a Jill Masterton, como en la película). También es joyero, metalúrgico y contrabandista.
Cuando Goldfinger conoce a Bond en Miami, dice ser agorafóbico; lo cual es sólo una táctica para permitirle engañar a un conocido de Bond en un juego de Canasta a dos manos. Bond descubre a Goldfinger y lo chantajea obligándolo a admitir su engaño. Este incidente también establece Goldfinger como ilimitadamente codicioso, ya que cualquier suma que pueda ganar en este engaño elaborado es insignificante en comparación con lo que ya tiene en su posesión.
Goldfinger es también un ávido golfista, pero es conocido en su club por ser un tramposo. Cuando Bond se las ingenia para jugar un partido con Goldfinger, otra vez engaña al tramposo cambiando la pelota de golf Slazenger 1 de Goldfinger con una Slazenger 7 que había encontrado mientras jugaba.
En la novela y película, Goldfinger es ayudado en sus crímenes por su criado, Oddjob, un coreano mudo monstruosamente fuerte que despiadadamente elimina cualquier amenaza a los asuntos de su empleador.
Goldfinger es el dueño de Empresas Auric A.G. en Suiza, fabricante de muebles de metal, cuyos productos son comprados por muchas compañías aéreas como Air India. Dos veces al año, Goldfinger conduce su auto clásico Rolls-Royce Silver Ghost de Inglaterra a Empresas Auric. Bond descubre que la carrocería del auto de Goldfinger es oro sólido de 18 quilates (75%) escondido bajo la táctica de que el peso adicional es blindaje. Una vez en Empresas Auric, la carrocería se quita, es derretida y convertida en asientos de avión de una compañía en la que Empresas Auric invierte pesadamente. Los aviones entonces vuelan a la India donde los asientos son otra vez fundidos en lingotes de oro y vendidos a una tasa mucho mayor de la prima; con ganancias de entre el 100 al 200 por ciento.

### Operación Grand Slam
En la novela, Goldfinger captura a Bond y amenaza con cortarlo a la mitad con una sierra circular mientras Oddjob lo tortura usando sus puntos de presión. Bond se ofrece a trabajar para Goldfinger a cambio de su vida, pero Goldfinger se niega a prescindir de él y se desmaya.
Bond se despierta para encontrarse con que Goldfinger va a aceptar su oferta después de todo y lo hace su prisionero y secretario. Mientras trabajaba en este puesto, Bond descubre que Goldfinger está conspirando para robar el depósito de lingotes de oro de los Estados Unidos en Fort Knox, Kentucky, en una acción cuyo nombre en clave es "Operación Grand Slam".
Goldfinger planea contaminar el suministro de agua en Fort Knox usando gas nervioso GB (también conocido como gas sarín), matando a todos en la base. Luego, usando una bomba atómica diseñada para un misil balístico de alcance intermedio que había comprado por un millón de dólares en Alemania, Goldfinger podría volar la bóveda impenetrable de Fort Knox, retirando aproximadamente $15 billones en lingotes de oro por camión y tren con la ayuda de organizaciones criminales estadounidenses, incluyendo la Mafia. Luego escaparía a la Unión Soviética en un barco de carga. Goldfinger soborna a los líderes de los sindicatos con $15.000 en oro a cada uno para garantizar su asistencia a la reunión y promesas que cada grupo recibirá por lo menos $1 billón, mientras que él guardaría $5 billones.
Bond frustra el plan de Goldfinger escribiéndole una nota a su colega estadounidense Felix Leiter que contiene los detalles de la inminente operación y pegándola en la parte inferior de un asiento del avión. Una vez que la nota llega a Leiter y este organiza la ayuda del FBI y el Pentágono, Leiter es capaz de frustrar el robo, pero Goldfinger escapa.
Más tarde, Goldfinger y sus secuaces descubren a través de SMERSH quién es Bond y determinan llevárselo consigo en desertar a la Unión Soviética. Se hacen pasar por médicos para incapacitar a los tripulantes y pasajeros (incluido Bond) con inoculaciones drogadas. Entonces ellos secuestran el avión, con 1,5 toneladas de oro, el ahorro total de Goldfinger. El avión secuestrado es pilotado por tres expilotos de la Luftwaffe alemana que trabajan para Goldfinger. Oddjob es muerto cuando él es aspirado a través de una ventana del avión después de que Bond la atraviesa con un cuchillo. Bond y Goldfinger entablan una breve lucha, durante la cual Bond estrangula a Goldfinger hasta la muerte. Bond entonces recurre a los pilotos y las fuerzas del avión para dar la vuelta de su ruta prevista, causando que acuatize en el océano después de quedarse sin combustible. El peso del oro de Goldfinger provoca que el avión se hunda rápidamente, tomando su cuerpo y a sus pilotos con él. Sólo Bond y Pussy Galore, ambos usando chalecos salvavidas, aparecen en el océano y pronto son rescatados como los únicos sobrevivientes.

#### Crítica del plan y cambios realizados en la versión filmada de la novela
Después de la publicación de la novela, los detalles de la "operación Grand Slam" fueron cuestionados, con los críticos señalando que habría tomado horas, si es que no días, para retirar $15 billones en lingotes de oro de Fort Knox, tiempo durante el cual habría intervenido inevitablemente el ejército estadounidense. También se planteó la cuestión de que todos los soldados en la base bebieran el agua envenenada sin levantar ninguna alarma. Un problema final fue la bomba atómica "limpia", táctica o no, que con toda probabilidad habría destruido completamente la bóveda en lugar de abrirla.
En consecuencia, la versión filmada de la novela alteró los detalles del plan. Aunque la audiencia inicialmente es llevada a creer que Goldfinger va a robar el oro, el verdadero plan es revelado en ser el de inutilizar el oro contenido en el depósito al contaminarlo con radiación, paralizando la economía basada en el patrón oro de manera tan dramática que haría subir el precio del oro que Goldfinger ya posee. Una escena en la película utiliza incluso una confrontación entre Goldfinger y Bond para señalar las fallas logísticas en el plan como se establece en la novela original.

## Biografía en la película
En la película, Goldfinger es un empresario exitoso, dueño de muchas propiedades en todo el mundo incluyendo "Empresas Auric AG" en Suiza, y una yeguada en Kentucky llamada "Auric Stud". Sin embargo, el negocio real de Goldfinger es el de contrabando de oro, utilizando el método de tener un coche construido con bastidores de oro y transportarlo vía avión para después volver a funir el trabajo del cuerpo una vez que llega a su destino. Después de que los asuntos de negocios de Goldfinger lo ponen bajo sospecha del Banco de Inglaterra, Bond es enviado a investigar.
En la película, Felix Leiter dice que Goldfinger es británico; sin embargo, esto puede significar simplemente que él posee ciudadanía británica, ya que por su acento y su cabello rubio-rojo, él es probablemente alemán de nacimiento. Fröbe fue elegido para interpretar al villano porque los productores Saltzman y Broccoli habían visto su actuación en un thriller alemán titulado Es geschah am hellichten Tag (1958). En esa película, Fröbe interpretó a un asesino en serie llamado Schrott que mata niños para ventilar sus frustraciones con su esposa dominante. Broccoli y Saltzman habían visto la película y decidieron contratar al "gran alemán malo" para el papel.
En la película, Goldfinger, un golfista ávido, revela una fascinación por el oro nazi cuando Bond le tienta a una alta apuesta por una histórica barra de oro nazi, un incidente que no ocurre en la novela (el juego de golf allí es simplemente por una gran cantidad de dinero en efectivo). Sin embargo, es derrotado, cuando él es engañado por Bond después de intentar hacer trampa.
Goldfinger más tarde revela que planea colocar un artefacto atómico que contiene cobalto y yodo en Fort Knox, causando que el oro contenido allí quede radiactivo e inútil por 58 años, aumentando el valor de su oro y dando a los chinos una ventaja resultante del caos económico. Bond, en ese momento cautivo por Goldfinger, es capaz de pasar los detalles de la operación a su socio de la CIA Felix Leiter, y, llevado a la operación por Goldfinger, logra frustrar la operación desactivando el artefacto atómico.
Con Fort Knox a salvo, Bond es invitado a la Casa Blanca para una reunión con el presidente. Sin embargo, con su piloto Pussy Galore, Goldfinger secuestra el avión que llevaba a Bond. En una lucha por el revólver de Goldfinger, Bond dispara a una ventana, creando una descompresión explosiva. Goldfinger es succionado fuera de la cabina a través de la ventana. Con el avión fuera de control Bond rescata a Galore y ellos caen a salvo en paracaídas del avión.